# Wolf Bernhard von Werder
Wolf Bernhard von Werder (geboren vor 1709; gestorben 18. Mai 1741 in Roßbach) war ein sachsen-weißenfelsischer Schlosshauptmann, Stallmeister und Rittergutsbesitzer.

## Leben
Er stammte aus dem Merseburger Adelsgeschlecht von Werder, das der Ministerialität aus der Bischofsstadt Merseburg entstammte. Wie viele Mitglieder seiner Familie schlug auch er eine Verwaltungslaufbahn im Dienst der Wettiner ein und wurde zunächst Kammerjunker am Hof der Sekundogenitur Sachsen-Weißenfels. Als solcher nahm er am 19. Juni 1709 in Dresden am großen Turnier oder Karussel teil, das aus Anlass und zu Ehren des Besuches des Königs von Dänemark durch den König von Polen und Kurfürsten von Sachsen, August dem Starken, abgehalten wurde.
Bei der öffentlichen Versteigerung erwarb er 1731 das verschuldete, zuvor im Bünau'schen (bis 1709) und von Ende‘schen Besitz befindlich gewesene Rittergut Roßbach. Zum damaligen Zeitpunkt war Wolf Bernhard von Werder Schlosshauptmann zu Langensalza. Zuletzt war er Stallmeister der Witwe des Herzogs von Sachsen-Weißenfels in dessen Residenzstadt Weißenfels.
Wolf Bernhard von Werder starb am 18. Mai 1741 auf seinem Rittergut Roßbach und wurde vier Tage später in der Kirche in Roßbach beigesetzt. Er hinterließ als einzigen Sohn und letzten männlichen Vertreter dieses Adelsgeschlechts Johann Carl von Werder (gestorben 1794).

## Wappen
Er führte ein Wappen, das in Gold einen springenden Bock zeigte. Auf dem Helm mit schwarz-goldenen Helmdecken der Bock wachsend.